# Автоматический ответ телефонной сети
Автоматический ответ телефонной сети — голосовое сообщение, информирующее абонента в рамках попытка совершения телефонного вызова о том, что вызов не может быть совершен по каким-то причинам, например, из-за локальной перегрузки телефонной сети или коммутатора (АТС), недоступности или отключения устройства абонента, ошибки набора номера или неполадки мобильной сети, а также других причин. В стационарной телефонной связи информация об ошибке, сопровождалась СИТ-тонами (до появления возможности голосовых уведомлений).   
В русскоязычной терминологии не существует официального термина данному явлению, его ошибочно называют автоответчиком. В английском языке данные голосовые сигналы именуют «intercept message» — сообщения перехвата.

## История
До автоматизации связи звонки на отключенный или нерабочий номер переадресовывались так называемому оператору перехвата. Оператор спрашивал, на какой номер человек пытается позвонить, определял причину перехвата и передавал информацию вызывающему абоненту.
Первые автоматические системы перехвата представляли собой вращающиеся магнитные барабаны, содержащие несколько предварительно записанных фраз. С помощью компьютерной или механической системы управления, фразы воспроизводились в каждой конкретной ситуации, возникшей при вызове. Первоначально абоненту, прослушавшему автоматическое сообщение, была предоставлена возможность оставаться на линии, чтобы дождаться ответа оператора. Позже эту функцию убрали.
Чаще всего автоматические ответы записываются с участием дикторов-женщин, реже — мужчин. В США наиболее известными «голосами» телефонных линий в своё время были Джейн Барб и Пэт Флит. От них же и пошла знаменитая фраза «This is a recording» (англ. «Это запись»), чтобы абонент знал, что слышит робота, а не живого оператора.
В настоящее время операторы сотовой связи часто дополняют проигрывание этого сообщения передачей SMS вызываемому абоненту. Также они информируют вызывающего абонента в том случае, если ранее недоступный в сети вызываемой снова в ней зарегистрировался. При постоянной недоступности номера, например, в связи с его заменой на новый, автоматический ответ может быть настраиваемым. Один из вариантов состоит в том, что звонящему проговаривается новый номер, куда следует звонить взамен старого. Наряду с обычными проводными и сотовыми телефонными сетями, автоматический ответ может использоваться и в сетях служебной связи. В сети стандарта TETRA он генерируется, например, при занятости радиоканала.